# (8667) Fontane
(8667) Fontane – planetoida z pasa głównego asteroid okrążająca Słońce w ciągu 3 lat i 278 dni w średniej odległości 2,42 au. Została odkryta 9 kwietnia 1991 roku. Przed nadaniem nazwy planetoida nosiła oznaczenie tymczasowe (8667) 1991 GH10).